# 胜利水库 (青冈)
胜利水库是中国黑龙江省绥化市青冈县境内的一座水库，位于通肯河支流泉眼沟上，建于1958年。水库正常库容为1800万立方米，集雨面积为295平方千米，海拔为166.75米。